# Військові нагороди Стародавнього Риму
Розвинута система військових нагород існувала у Римі ще за часів Республіки. Нагородами слугували зброя, браслети, намиста, вінці, прапорці, медалі-фалери, а також грошові премії. Нагороджувалися як окремі воїни та полководці, так і цілі легіони та центурії — у цьому разі нагороди кріпили до бойового прапора (вексилума, сигнума), цей звичай зберігається і у сучасних арміях.
Вже у часи Республіки у римлян існувала добре розвинута система військових нагород та підохочень. Ними слугували зброя та прикраси, зняті з переможених ворогів, грошові премії та більша частка воєнної здобичі. Поширені також різноманітні почесні вінки, прапорці, медалі (фалери та фіали), намиста (гривни), браслети та нагородна зброя (списи). У часи Імперії військові нагороди вже діляться на офіцерські і солдатські. Прапорці, вінки та списи, стають, за рідкісними винятками, відзнаками командирів, а нагородами солдатів залишаються лише намиста та браслети.

## Вінки
Нагородні вінки (coronae) первісно плели з листя та трави, потім більшість з них стали робити золотими, схожими на корони. Зазвичай вони вінчали голову, але їх могли носити і на шиї. Вручали їх не тільки воїнам або полководцям, а також цілим частинам та підрозділам.

### Тріумфальний вінок
Тріумфальний вінок, лавровий вінок (corona triumphalis, corona laurea) — нагорода, яку вручали переможним полководцям, які отримали право на тріумф. Давався від імені армії (рідше — від імені народу або Сенату). Первісно його робили з листя лавра, але у часи пізньої Республіки тріумфальний вінок стали робити зі золота (corona aurea), а згори накладати вінок з лаврового листя. За часів Імперії провінції посилали тріумфатору подарункові золоті вінки.

### Оваційний вінок
Оваційний вінок, миртовий вінок (corona ovalis, corona myrtea) — нагорода полководцю, удостоєного малого тріумфу (овації). Оваційний вінок робили з листя мирта.

### Трав'яний вінок

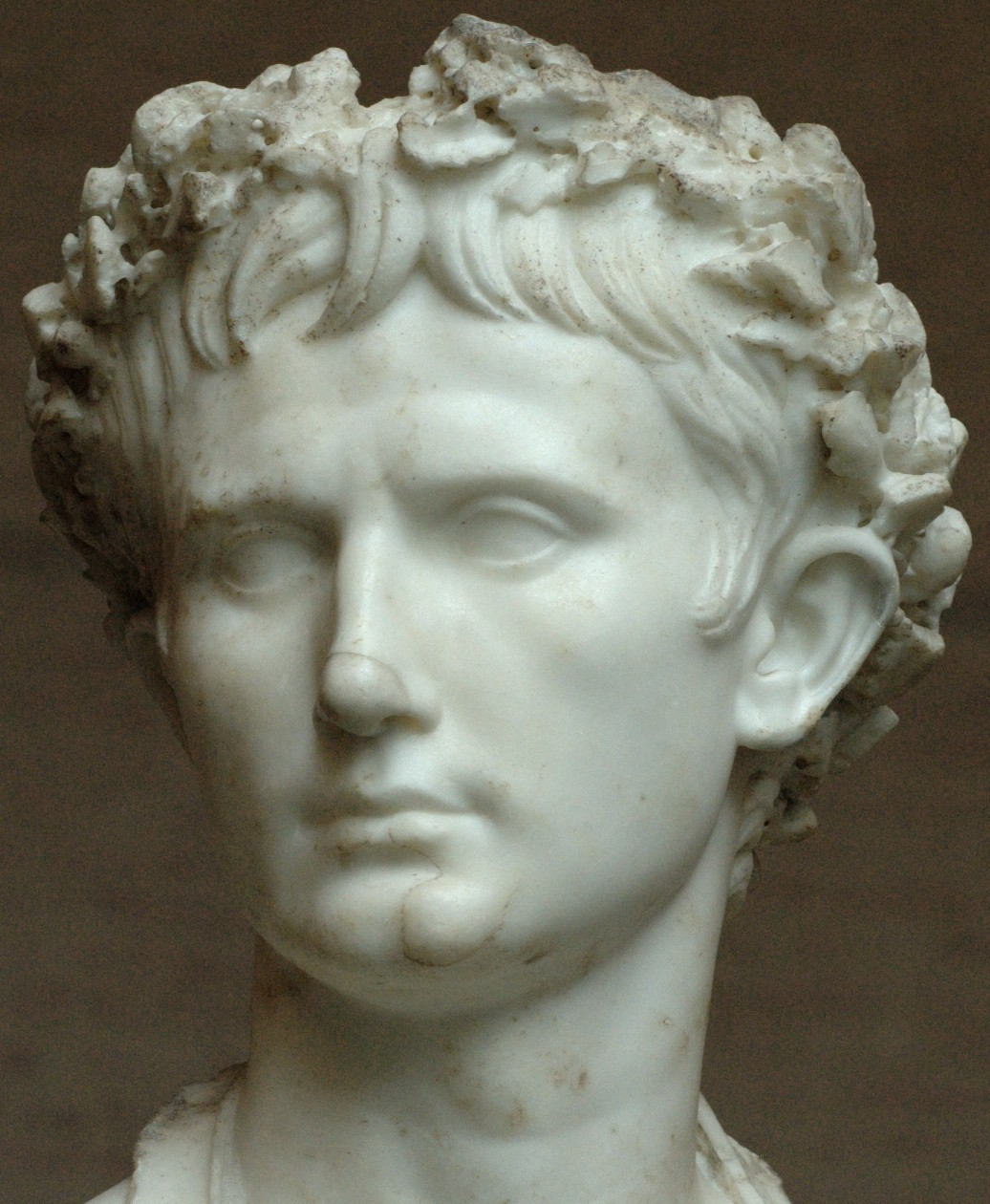
Імператор Август у громадянському вінку

Трав'яний вінок, облоговий вінок (corona graminea, corona obsidionalis) — нагорода, яку вручали полководцю або особам старшого командного складу за врятування легіона, армії, зняття ворожої облоги з міста. Його робили з трави, квітів, колосся, зібраних на полі бою. Трав'яний вінок вручали жителі врятованого міста. За свідченням Плінія Старшого, у цій нагороді міститься вказівка на стародавній звичай, за яким атлет, що програвав змагання, зривав на ристалищі жменю трави і вручав її переможцю.

### Громадянський вінок
Громадянський вінок (corona civica) — вінок з дубового листя. Його вручали вояку, який врятував у бою життя свого товариша — римського громадянина.
Реформами Сулли було постановлене, що всякий, хто отримав цю нагороду, має право на місце в Сенаті. За законом, всі особи, нагороджені громадянським вінком, повинні були носити його на всіх громадських зборах. Октавіан Август отримав такий вінок за запобігання громадянській війні (завдяки чому врятував багато життів римських громадян). Надалі вінок з дубового листя став відзнакою римських імператорів.

Фортечний вінок як геральдична корона

Зображення громадянського вінка присутнє на гербах Перу та Першої Іспанської Республіки (1873—1874)

### Фортечний вінок
Фортечний вінок, стінний вінок (corona muralis) — золотий вінок, який зображав фортецеву стіну з вежами. Його вручали легіонеру, який під час штурму ворожої фортеці першим забирався на її стіну.

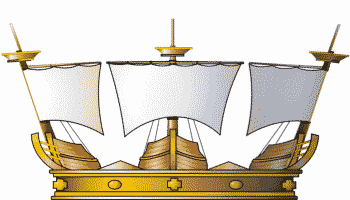
Ростральний вінок — геральдична корона

Зображення фортечного вінка використовується у геральдиці, де носить назву «фортечна корона».

### Морський вінок
Морський вінок або ростральний вінок (corona navalis, corona rostrata) — золотий вінок з розташованими на ньому зображенням корабельних носів (рострів). Його вручали вояку, який у морській битві першим ступав на борт ворожого корабля.
Зображення морського вінка («морська корона») використовується у геральдиці.

### Табірний вінок

Табірний вінок — геральдична корона

Табірний вінок, валовий вінок (corona castrensis, corona vallaris) — золотий вінок з розташованими по його колу зображеннями паль частоколу. Його вручали солдату, який під час штурму ворожого табору першим проникав у стан ворога.
Зображення аналогічного вінка («палісадна корона») використовується у геральдиці.

## Військовий диплом

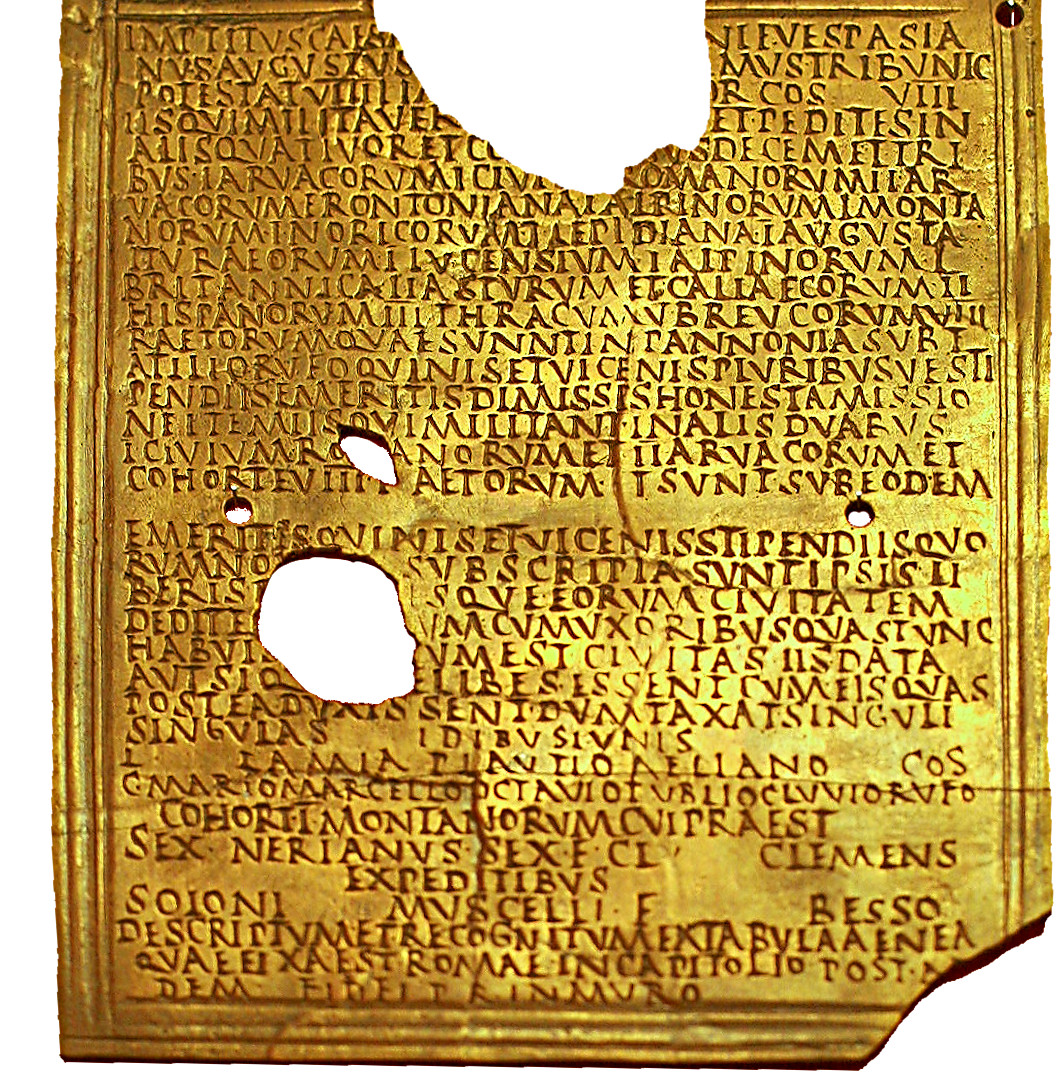
Римський військовий диплом, датований 80 р. н. е.

Військовий диплом (diploma militare) — нагородне свідоцтво для солдатів допоміжних військ (ауксиліаріїв), які відслужили належний термін 25 років в армії або на флоті й отримали за це римське громадянство. Мав вигляд двох скріплених бронзових табличок, звідки й походить його назва (лат. diploma від грец. δίπλωμα, що буквально значить «складений удвічі»). У ньому були перелічені всі права ветеранів.

## Фалери

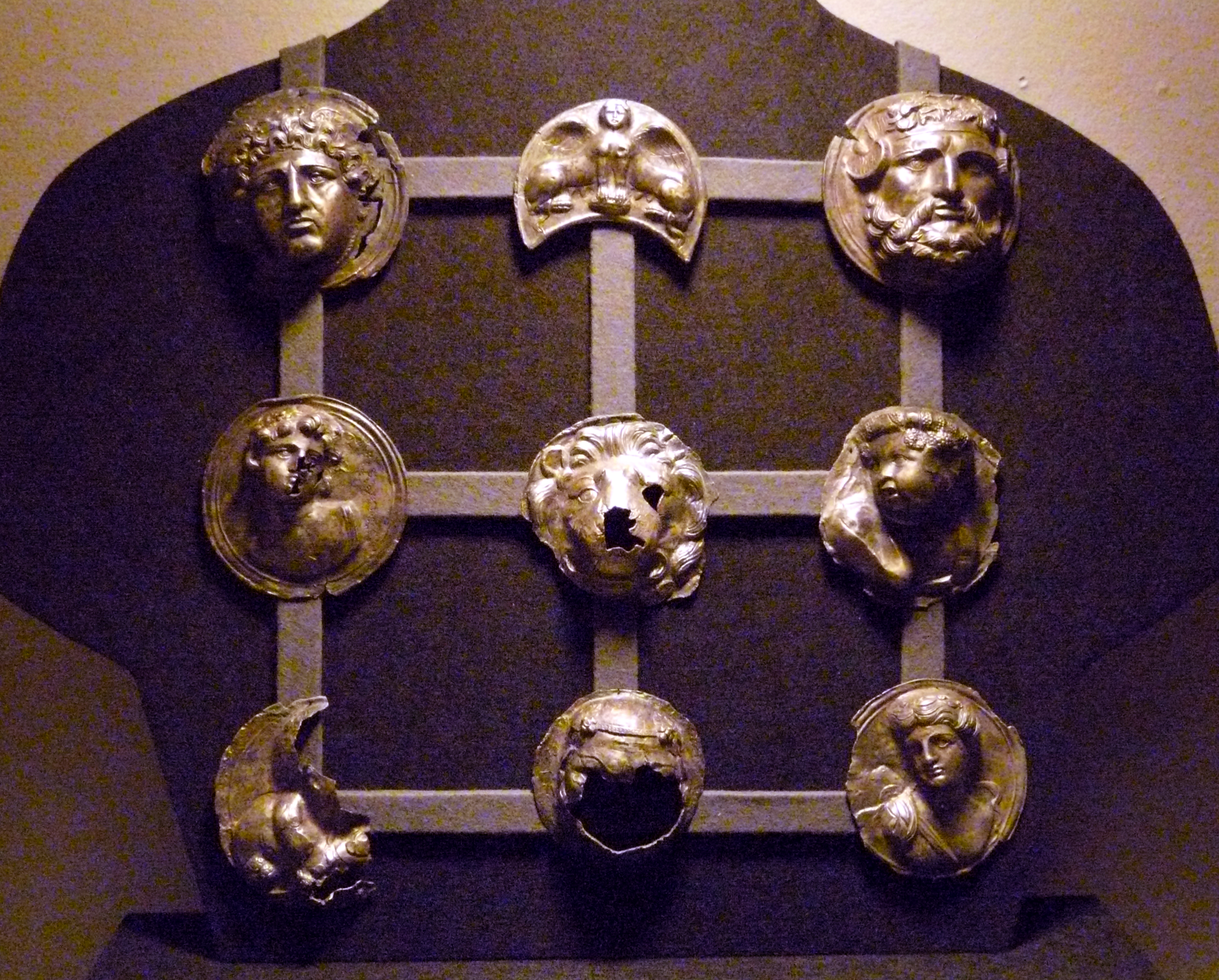
Фалери з музею «Замок Лінн» поблизу Крефельда (Німеччина)

Фалери (phalerae) — великі та малі пластинки круглої або овальної форми, діаметром 4-7 см. Фалери мають давньогрецьке походження, у Стародавній Греції слово «фаларон» (φάλαρον, множина — φάλαρα) первісно означала блискучу металеву бляху, яка прикрашала або зміцнювала шолом вояка, надалі її стали застосовувати як застібку на воїнських обладунках, і як прикрасу кінської збруї. Зображення верхових і запряжених коней з такими пластинками зустрічаються на багатьох давньогрецьких вазах. Від грецьких колоністів на Апеннінському півострові фалари стали відомі етрускам, які уживали це слово вже в іншому значенні — «медалі». Від етрусків вони були перейняті й римлянами. У Римі IV ст. до н. е. фалери — тільки знак належності до посади, поряд з золотим перснем їх уживали як відзнаки сенаторів. Але незабаром фалери стають і військовими нагородами. За часів Республіки ними нагороджували лише вершників. Відоме, що коли Ганнібал захопив римський табір після битви при Каннах, здобич карфагенян склало срібло, «переважно в кінських фалерах».
Для носіння фалер їх зі зворотного боку споряджали дротяними петельками. Фалери кріпилися на плечевих ременях у тіх місцях їхнього перехрещування.

## Нагородна зброя
До нагородної зброї належала так звана «чиста гаста» (hasta pura), яку також звали «нагородною гастою» (hasta donatica). Вона являла собою спис-гасту з срібляним наконечником. Вручали її легіонеру за доблесть, проявлену у бою.

## Прапорці
Нагородний прапорець (vexillum) — зменшена копія прапора-вексилума.

## Намиста

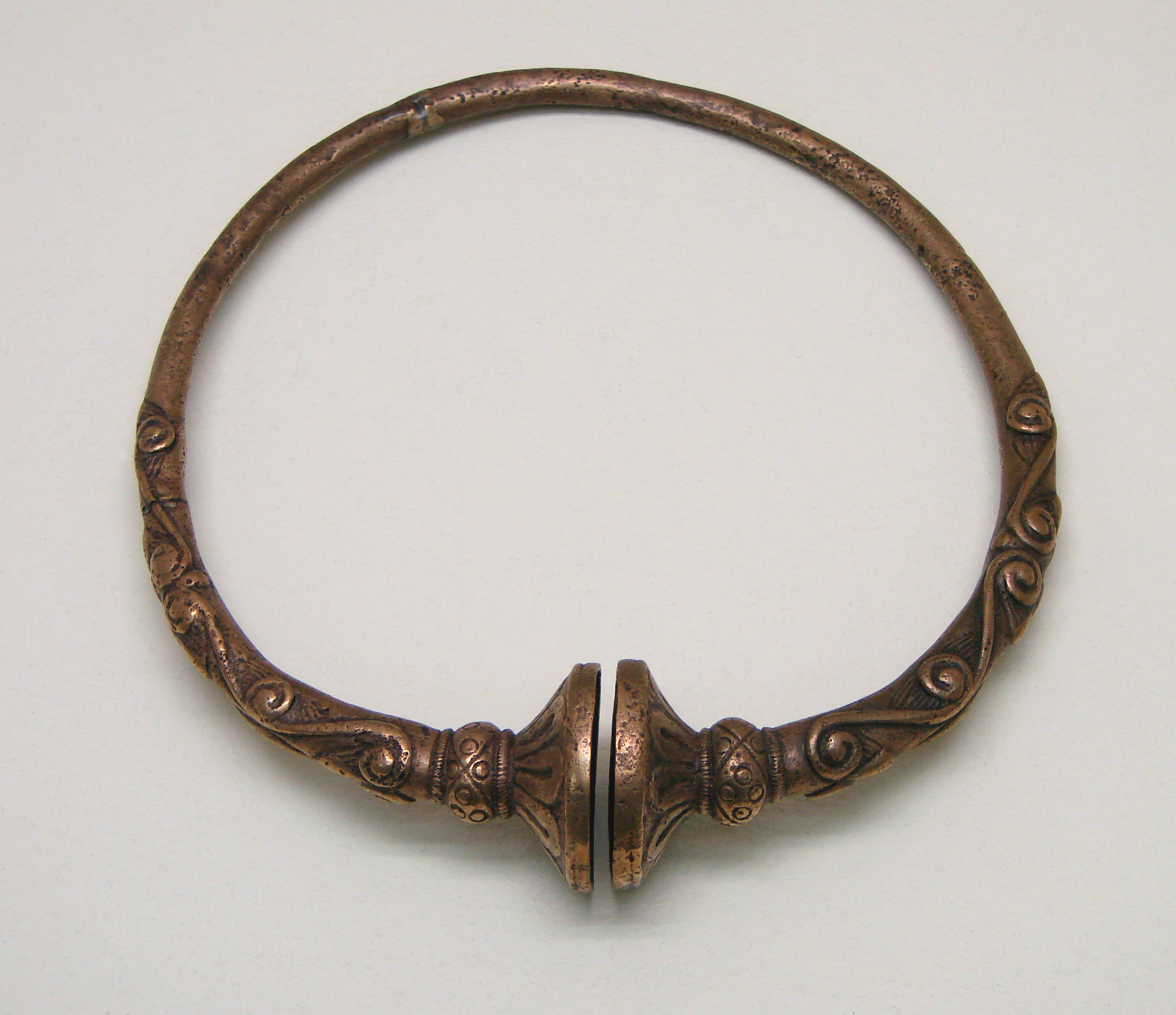
Римська гривна IV ст. н. е. Музей Сен-Ремі (Франція)

Нагородне намисто або гривна (torques, torquis) — солдатська нагорода, яку носили на шиї. Первісно гривни були бойовими трофеями. За часів Імперії вінки, прапорці та списи стають, за рідкісними винятками, нагородами воєначальників, а простих легіонерів нагороджують намистами та браслетами.

## Браслети
Нагородний браслет (armilla) — інша солдатська нагорода. Походить від військових трофеїв — браслетів, які носили противники римлян.

## Інші види підохочень
- Грошові премії;
- Право на частку у загальній воєнній здобичі;
- Почесна відставка (missio honesta)

## Почесні титули
Найвищою нагородою полководцям, поряд з тріумфом, було й надання їм почесного титулу, пов'язаного з переможеною країною або народом.
В Імперський період такі титули стали давати й імператорам. Такі почесні прізвиська ставали другим когноменом, проте, на відміну від основного когномена, не передавалися нащадкам (за деяким виключенням).
Таке походження мають когномени Africanus («Африканський», присвоєно Сципіону за перемогу над Ганнібалом), Numidicus («Нумідійський»), Isauricus («Ісаврійський»), Creticus («Критський»), Gothicus («Готський»), Germanicus («Германський»), Parthicus («Парф'янський») та інші.
Також існували титули перемоги, пов'язані з війнами Римської імперії з народами північного Причорномор'я (сучасна територія України): Dacicus («переможець Дакії»), Carpicus («переможець карпів»), Sarmaticus («переможець сарматів»), Anticus («переможець антів») та інші.

## Тріумф

### Тріумф
Тріумф — найвища нагорода у Стародавньому Римі. Це був урочистий вступ у столицю полководця-головокомандуючого та його армії (від Марсового поля на Капітолій) після переможного закінчення війни. Супроводжувався демонстрацією воєних трофеїв та знатних полонених. Давався за рішенням сенату полководцям, які переможно завершили велику кампанію. Полководцю-тріумфатору також вручався лавровий вінок (corona laurea), який також звали «тріумфальним» (corona triumphalis).

### Овація
Овація або малий тріумф — ушановування полководця переможця, якого вважали не вартим справжнього, повного тріумфу. Це бувало у випадках перемоги у несправедливій війні, над недостойним противником, і взагалі після незначних воєнних успіхів. Переможець не в'їжджав на Капітолій на тріумфальній колісниці, а їхав на коні або навіть йшов пішки з миртовим (оваційним) вінком на голові, без скіпетра, супроводжуванний грою флейт замість барабанного биття.

## Покарання
Давньогрецький історик Полібій ділить римські військові покарання на два типи: за злочини та за «негідну воїна поведінку». Покарання за той чи другий тип проступків могли включати у собі і смертну страту.

### Покарання за злочини
- Фустуарій (fustuarium) — забиття до смерті киями. Слово походить від fustis («палиця», «кий»). Цей вид покарання був відомий ще за часів Республіки, але поширення отримав у Римі часів Принципату;
- Штрафи (pecunaria multa);
- Шмагання (flagellatio). Латинське слово походить від flagellum — «канчук». Шмагання проводили різками перед лавами центурії, когорти або легіону.

### Покарання за негідні вчинки
- Децимація (decimatio) — шмагання різками з наступною стратою кожного десятого з підрозділу, обираного за жеребом. Слово походить від decem («десять»);
- Кастигація (castigatio) — удари жезлом центуріона (vitis), буквально значить «очищання». Також провинного могли карати киями (animadversio fustium) перед лавами центурії, когорти або легіону;
- Шмагання канчуком (flagellatio);
- Пониження у званні (gradus deiectio);
- Переведення до менш престижних частин, родів військ (militiae mutatio);
- Виправні роботи (munerum indictio).